# Profesor
Profesor (okrajšava prof.) je učitelj, predavatelj in raziskovalec, običajno v okviru univerze. Profesorji so kvalificirani strokovnjaki, ki predavajo o svojih področjih dela, kot so bazične znanosti, književnost, medicina, pravo, ekonomija ... Profesorji tudi izvajajo raziskave, svetujejo organizacijam in vzgajajo mlade akademike, ki jih bodo nasledili. V Evropi in ZDA se status profesorja lahko pridobi samo na osnovi raziskovalnih dosežkov.
Učitelji na srednji šoli imajo naziv npr. profesor fizike, profesor angleščine ... Ta naziv se pridobi z diplomo na ustreznem pedagoškem študiju. 

## Profesor v slovenski prozi
V slovenski prozi, napisani med letoma 1858 in 1914, nastopajo profesorji v naslednjih delih:
- Josip Stritar, Gospod Mirodolski (1876)
- Marica Nadlišek-Bartol, Fata morgana (1899)
- Ivan Tavčar, 4000 (1891)
- Fran Govekar, Sama svoja (1895)
- Fran Detela, Trojka (1897)
- Ivan Cankar, Profesor Kosirnik (1901)
- Ivan Cankar, Izpoved (1902/03)
- Ivo Šorli, Človek in pol (1903)
- Janez Trdina, Bahovi huzarji in Iliri (1903)
- Ivan Cankar, To so pa rože (1905/06)
- Janez Trdina, Moje življenje (1905/06)
- Milan Pugelj, Pismouk
- Rado Murnik, Brakada brez braka (in druge humoreske)